# Prezydenci Siedlec
Prezydent Siedlec – najwyższy organ wykonawczy miasta Siedlce. Wybierany jest przez mieszkańców miasta w wyborach powszechnych, równych, tajnych i bezpośrednich. Jest zwierzchnikiem służbowym pracowników jednostek organizacyjnych oraz zwierzchnikiem miejskich służb, inspekcji i straży.
Siedziba urzędu miasta, w którym jest prezydent Siedlec mieści się na ul. Skwer Niepodległości 2.

## I Rzeczpospolita
- Wawrzyniec Bojar (1580), burmistrz
- Stanisław Szczecina (1727), burmistrz
- Maciej Kaczorowski (1740), burmistrz

## Księstwo Warszawskie
- Jan Kaczorowski (1810, 1813), burmistrz[1]

## Królestwo Polskie
- Leopold Mszański (1820), burmistrz
- F. Dębski (1846)[2]

## I wojna światowa
- dr Schealer (1915 – 1918), burmistrz (Niemiec)
- Stefan Sołytkowski (11 grudnia 1918 – 17 listopada 1919), burmistrz
- Edmund Koślacz (17 listopada 1919 – 17 grudnia 1920), prezydent

## II Rzeczpospolita
- Stanisław Szymański (1920), prezydent
- Paweł Wolfke (1922), prezydent
- Ignacy Kubecki (6 grudnia 1927 – 31 grudnia 1930), prezydent
- Sławomir Łaguna (31 grudnia 1930 – 5 grudnia 1931), wiceprezydent
- Sławomir Łaguna (5 grudnia 1931 – 11 października 1934), prezydent
- Marian Grabowski (wybrany 21 maja 1939), prezydent elekt (nie objął urzędu)

## II wojna światowa
- Władysław Śląski (6 października 1939 – 31 grudnia 1939), burmistrz tymczasowy
- Kornel Kuszniruk (1 stycznia 1940 – 1941), burmistrz (Ukrainiec)
- Stanisław Zdanowski (1942 – 1943), burmistrz
- Albert Fabisch (1943 – 4 lipca 1944), burmistrz komisaryczny (Niemiec)[3]

## Polska Rzeczpospolita Ludowa

### Prezydenci (1944–1950)
- Stanisław Żemis (3 sierpnia 1944 – 29 października 1944)
- Czesław Osiński (29 października 1944 – 19 listopada 1946)
- Jan Koziarski (19 listopada 1946 – 2 czerwca 1950)

### Przewodniczący Prezydium Miejskiej Rady Narodowej (1950–1973)
- Kazimierz Sibilski (2 czerwca 1950 – 1 września 1950)
- Jan Mazurek (1 września 1950 – 21 grudnia 1950)
- Michał Pożywiłek (21 grudnia 1950 – 5 września 1952)
- Henryk Dusza (1 stycznia 1953 – 28 czerwca 1953)
- Aleksander Papiernik (28 czerwca 1953 – 15 lipca 1967)
- Tadeusz Cipkowski (15 lipca 1967 – 2 października 1970)
- Witold Dąbrowski (2 października 1970 – 14 listopada 1973)

### Naczelnik Miasta (1973–1975)
- Władysław Szczepański (14 grudnia 1973 – 24 sierpnia 1975)

### Prezydenci (1975–1990)
- Witold Harasim (25 sierpnia 1975 – 15 marca 1978)
- Wacław Wrzosek (16 marca 1978 – 5 października 1979)
- Paweł Turkowski (6 października 1979 – września 1981)
- Wincenty Przychoda 16 grudnia 1981 – 31 października 1986)
- Krzysztof Terlikowski (16 grudnia 1986 – 30 czerwca 1990)

## III Rzeczpospolita

### Prezydenci (1990–)
- Henryk Gut (3 lipca 1990 – 11 października 1998)
- Mirosław Symanowicz (11 października 1998 – 26 listopada 2006)
- Wojciech Kudelski (26 listopada 2006 – 4 listopada 2018)
- Andrzej Sitnik (od 4 listopada 2018 do 7 maja 2024)
- Tomasz Hapunowicz (od 7 maja 2024)[4]